# Aldimir
Aldimir (en búlgaro: Алдимир) o Eltimir (Елтимир) (fl. 1280-1305) fue un noble búlgaro de finales del siglo xiii y principios del xiv. Era un miembro de la dinastía Terter y hermano menor del emperador Jorge I Terter, Aldimir fue un influyente gobernante local como el déspota de Kran. Aldimir ascendió a esa posición bajo su hermano Jorge, aunque cuando Smilets ascendió al trono fue obligado a exiliarse. A principios del siglo xiv, Aldimir regresó a Bulgaria como un aliado de la regente consorte Smiltsena. No se opuso a la ascensión de su sobrino Teodoro Svetoslav e incluso lo ayudó a derrocar a sus rivales. Sin embargo, fue eliminado rápidamente por Teodoro Svetoslav cuando lo traicionó al haberse aliado con los bizantinos.

## Reinados de Jorge I y Smiltsena

El Segundo Imperio búlgaro, década de 1280.

Al igual que su hermano Jorge, Aldimir era de origen cumano. El historiador búlgaro Plamen Pavlov opina que los antepasados de Aldimir y Jorge habían buscado refugio en Bulgaria después de 1241, cuando abandonaron el Reino de Hungría en medio de la sedición. Los hermanos deben haberse originado en la dinastía real cumana Terteroba, y el gobernante Köten era probablemente su pariente o incluso un antepasado directo. Pavlov también interpreta el nombre de Aldimir como originario de la expresión en idioma cumano para «hierro caliente».
Aldimir cobró importancia con el ascenso de su hermano mayor Jorge al trono búlgaro en 1280. Debe haber recibido el título de déspota durante el reinado de Jorge, y el historiador estadounidense John Fine cree que a Aldimir recibió un feudo en ese momento. Pavlov, sin embargo, conjetura que el feudo de Aldimir data de 1298, mucho después del reinado de Jorge.
A diferencia del principado vecino de Smilets en Kopsis, Aldimir permaneció leal al gobierno búlgaro y se aseguró de que su señorío conservara sus lazos con la capital, Tarnovo. Fine describe que las tierras de Aldimir abarcan la región desde la moderna Sliven en el este hasta Kazanlak o Karlovo en el oeste, justo al sur de los Balcanes. Su capital era la fortaleza de Kran en el Valle de las Rosas.
Después de la abdicación de Jorge en 1292, Aldimir tuvo que huir al exilio. Pudo haber seguido a su hermano como refugiado en el Imperio bizantino, aunque ciertamente se instaló en la Horda de Oro poco después. Quizás con la aprobación tártara, Aldimir regresó a Bulgaria en 1298, después de que el reinado de Smilets terminara y el imperio estaba en manos del niño, el zar Iván II y su madre, la viuda de Smilets, conocida como Smiltsena. Aldimir juró su lealtad a Smiltsena, quien le otorgó el dominio al sur de los Balcanes o lo devolvió a su antiguo feudo. Para consolidar esa unión, Aldimir se casó con la hija de Smiltsena, María, posiblemente a finales de 1298.
Con el nombramiento de Aldimir como déspota de Kran, Smiltsena se aseguró de que sus tierras estuvieran mejor protegidas de los hermanos de Smilets, Radoslav y Voisil, quienes, como emigrados en Bizancio, tenían aspiraciones al trono búlgaro o al menos a sus antiguos dominios. Durante la regencia de Smiltsena, Aldimir fue una de las personas más influyentes de Bulgaria; de hecho, el estadista bizantino Teodoro Metoquita se refiere al «aventurero escita [es decir, cumano]», como llama a Aldimir, como la mano derecha de la reina. La posición de liderazgo de Aldimir deja pocas dudas de que estuvo involucrado en las infructuosas negociaciones anti-bizantinas entre Bulgaria y Serbia en 1299. Pavlov incluso llega a sugerir que la propuesta de la unión anti-bizantina fue una creación de Aldimir.

## Reinado de Teodoro Svetoslav
En 1299, el hijo de Jorge y sobrino de Aldimir, Teodoro Svetoslav, legítimo sucesor del trono búlgaro, invadió Bulgaria junto con las tropas tártaras. La noticia de la invasión bastaron para impeler a Smiltsena e Iván a huir al despotado de Kran incluso antes de que las tropas de Teodoro Svetoslav llegaran a la capital. Aldimir dio refugio a Smiltsena e Iván, aunque claramente no se oponía a su sobrino recién coronado. En 1300, el hermano de Smilets, el sebastocrátor Radoslav, encabezó una campaña apoyada por los bizantinos contra Aldimir de camino a la capital. Sin embargo, el ataque tuvo consecuencias desastrosas para Radoslav: fue capturado por Aldimir, cegado y obligado a regresar a Tesalónica, mientras que sus generales bizantinos fueron enviados como cautivos a Teodoro Svetoslav. Con este acto, Aldimir juró lealtad a Teodoro Svetoslav, quien lo recompensó con una extensión de su feudo. El despotado de Kran se amplió hacia el este para incluir las fortalezas de Yámbol y Lardea, cerca de la actual Karnobat.
Si bien Aldimir era nominalmente leal a Teodoro Svetoslav, se cree que el zar búlgaro veía una amenaza en la presencia de Smiltsena e Iván en su corte. Además, Aldimir quizás albergaba el deseo de apoderarse del trono. Después de la victoria de Teodoro Svetoslav sobre Bizancio en Skafida en 1304, los bizantinos propusieron a Aldimir una alianza antibúlgara. Aldimir inicialmente la rechazó y se opuso a las fuerzas bizantinas que entraron en sus tierras en 1305. Sin embargo, a finales de ese año cambió de bando y se pasó al bizantino, ya que Teodoro Svetoslav recuperó las fortalezas que le había otorgado. Poco después, Teodoro Svetoslav recobró el control directo sobre Kran, que reconquistó y se anexó.
Aldimir pudo haber sido asesinado durante esta campaña, ya que en fuentes posteriores no se menciona ninguna actividad suya. Su viuda María y su hijo Iván Dragushin lograron escapar a Serbia, donde la hermana de María, Teodora, estaba casada con el príncipe Esteban Dečanski. Iván Dragushin se hizo súbdito serbio y el rey Esteban Dušan —primo hermano suyo— le entregó la región de Macedonia en calidad de feudo. Hay retratos de María e Iván Dragushin en el monasterio de Pološko, sito cerca de Kavadarci y lugar donde fue enterrado Iván en fecha desconocida, pero antes de 1340.